# Bacalar (município)
Bacalar é um município do estado do Quintana Roo, no México. A população do município calculada no censo 2005 era de 35.208 habitantes.